# Journée mondiale des enseignants
La Journée mondiale des enseignants est une journée internationale célébrée le 5 octobre et ayant pour but de sensibiliser à l'importance et au rôle des enseignants dans le système éducatif tout en examinant la qualité du travail des formateurs dans le monde.

## Origine et organisation
Organisée chaque année par l'UNESCO et l'Internationale de l'éducation depuis 1994, elle commémore la signature de la recommandation concernant la condition du personnel enseignant, signée le 5 octobre 1966 par cette organisation et l'OIT ainsi que, depuis plusieurs années, la signature de la recommandation concernant la condition du personnel enseignant de l'enseignement supérieur, signée le 11 novembre 1997.
Des représentants de haut niveau, des décideurs, des experts et acteurs de l’éducation et des organisations internationales se sont rassemblés le 3 octobre 2024 à Addis-Abeba et en ligne, sous l’invitation de l’Union africaine et de l’Institut international pour le renforcement des capacités en Afrique de l’UNESCO (IICBA-UNESCO) afin d’aborder de grands enjeux éducatifs.